# Vanilla calyculata
Vanilla calyculata ist eine Pflanzenart aus der Gattung Vanille (Vanilla) in der Familie der Orchideen (Orchidaceae). Die Kletterpflanze kommt in Kolumbien vor.

## Beschreibung
Vanilla calyculata ist eine immergrüne Kletterpflanze mit einem Sprossdurchmesser von 0,6 Zentimeter. Die Blätter sitzen ohne Blattstiel am Spross, sie sind lanzettlich bis länglich geformt, vorne spitz. Die Blattlänge beträgt etwa 10 Zentimeter bei 2,3 bis 2,7 Zentimeter Breite.
Der traubige Blütenstand trägt zahlreiche dicht beieinander stehende Blüten. Die Tragblätter sind oval und enden stumpf. Der Fruchtknoten wird 3,5 Zentimeter lang, am Übergang zu den Blütenblättern befindet sich eine schüsselförmige, leicht gelappte, einem Kelch ähnelnde Aufweitung. Die Blütenblätter sind länglich und enden stumpf, sie erreichen eine Länge von 5 Zentimeter. Die inneren Blütenblätter sind in der Textur dünner als die Sepalen. Die Lippe wird 3 Zentimeter lang und 2,5 Zentimeter breit. An der Basis ist die Lippe schmal und mit den Seiten über die ganze Länge der Säule mit dieser verwachsen. Der vordere freie Teil ist rhombisch-oval und am Rand gewellt. Drei oder fünf längs verlaufende Adern auf der Lippe sind verdickt, mittig auf der Lippe sitzt ein Haarbüschel. Die Säule wird 3,5 Zentimeter lang.

## Verbreitung
Vanilla calyculata ist aus Kolumbien, El Salvador und Honduras bekannt. Sie besiedelt relativ hoch gelegene Areale.

## Systematik und botanische Geschichte
Diese Orchidee wurde 1920 von Rudolf Schlechter beschrieben. Die der Erstbeschreibung zugrunde liegende Sammlung erfolgte im Departamento Cauca in Kolumbien. Das Typusexemplar ging bei der Zerstörung des Berliner Herbariums verloren, so dass Zuordnungen neuerer Sammlungen zu Vanilla calyculata unsicher sind.
Innerhalb der Gattung Vanilla wird Vanilla calyculata in die Untergattung Xanata und dort in die Sektion Xanata, die nur Arten der Neotropis enthält, eingeordnet. Portères gab als nächst verwandte Art Vanilla sprucei an, während Schlechter Vanilla chamissonis nennt. Nach Soto Arenas und Cribb ist Schlechters Einschätzung richtig, weitere verwandte Arten sind Vanilla columbiana, Vanilla grandiflora, Vanilla pompona, Vanilla pseudopompona und Vanilla vellozii.